# Hermanas de la Caridad de Australia
La Congregación de Hermanas de la Caridad de Australia (oficialmente en latín: Congregatio Sororum Caritatis Australiae) es un congregación religiosa católica femenina, de vida apostólica y de derecho pontificio, fundada en 1842 por el obispo inglés John Bede Polding, en Sídney (Australia). A las religiosas de este instituto se les conoce también como hermanas de la Caridad y posponen nombres las siglas R.S.C.

## Historia

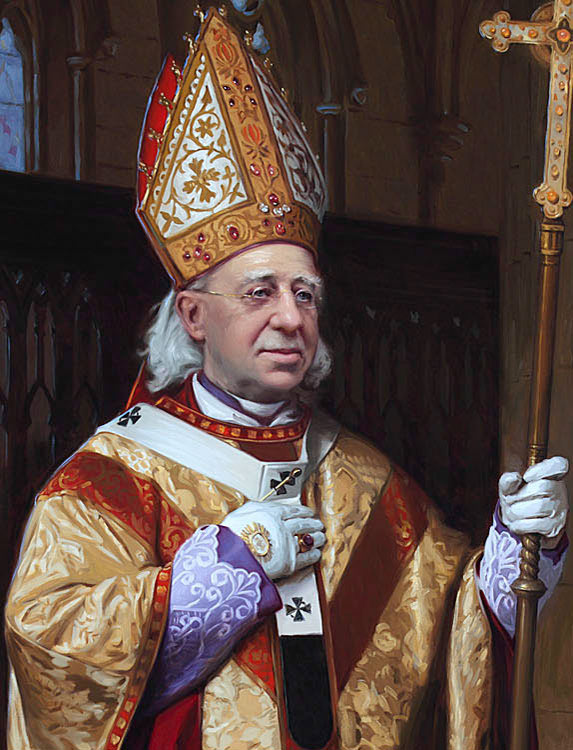
John Bede Polding (1794-1877), considerado uno de los fundadores del instituto.

La congregación tiene su origen en las Hermanas de la Caridad de Irlanda, fundadas por la religiosa María Aikenhead, en 1815. La fundadora envió un grupo de religiosas de misión a Australia, en diciembre de 1838, por petición del vicario apostólico de Sídney, John Bede Polding. Inicialmente las religiosas se dedicaron a la atención de los enfermos en los hospitales y a domicilio, luego se hicieron cargo del reformatorio de Parramatta y finalmente comenzaron a abrir escuelas para la formación cristiana de las jóvenes.
El 3 de marzo de 1842, la Congregación de Propaganda Fide independizó la rama australiana de la casa madre irlandesa, constituyendo una nueva congregación religiosa. De la congregación australiana surgió, en 1848, otro instituto religioso con el nombre de Hermanas del Buen Samaritano.

## Organización
La Congregación de Hermanas de la Caridad de Australia es un instituto religioso de derecho pontificio y centralizado, cuyo gobierno es ejercido por una superiora general. La sede central se encuentra en Sídney (Australia).
Las hermanas de la caridad se dedican a la educación e instrucción cristiana de la juventud y a la atención de los enfermos, especialmente los pobres. En 2017, el instituto contaba con 142 religiosas y 21 comunidades, presentes únicamente en Australia.